# Марковець
Марковець (словен. Markovec) — поселення в общині Лошка Долина, Регіон Нотрансько-крашка, Словенія. Висота над рівнем моря: 583,2 м.